# Lubuk Empelas
Lubuk Empelas is een bestuurslaag in het regentschap Muara Enim van de provincie Zuid-Sumatra, Indonesië. Lubuk Empelas telt 1868 inwoners (volkstelling 2010).